# Manifest 343
Manifest 343 (fr. le manifeste des 343) – petycja podpisana przez 343 znane kobiety, które stwierdzały, że poddały się aborcji i oczekują kary. Ukazał się 5 kwietnia 1971 we francuskim magazynie „Le Nouvel Observateur”. Jest jednym z najsłynniejszych aktów nieposłuszeństwa obywatelskiego. Zwany przez przeciwników „manifestem 343 suk” lub „manifestem 343 dziwek” (le manifeste des 343 salopes).

## Tekst
Tekst manifestu napisała Simone de Beauvoir. Zaczynał się od słów (przetłumaczone z języka francuskiego):

Każdego roku milion Francuzek poddaje się zabiegowi aborcji.

Ryzykują zdrowie i życie, gdyż skazano je na dokonywanie aborcji w ukryciu, mimo iż sam zabieg przeprowadzony pod właściwą kontrolą lekarską należy do jednego z najprostszych.

Francja milczy na losem tych milionów kobiet.

Oświadczam, że jestem jedną z nich. Oświadczam: Ja też usunęłam ciążę.

Żądamy wolnego dostępu do środków antykoncepcyjnych. Żądamy prawa do aborcji.

## Wpływ
Następnego tygodnia po pojawieniu się manifestu na głównej stronie jednego z dziennika satyrycznego Charlie Hebdo zamieszczono rysunek, skierowany do polityków, podpisany: „Kto zapłodnił te 343 dziwki?”.
Rysunek Jeana Cabut nadał manifestowi drugie imię.
Był również inspiracją dla manifestu 331 lekarzy z 3 lutego 1973 opowiadający się za postulatami protestujących kobiet.

Chcemy wolności aborcji. Jest to osobista decyzja kobiety. Odrzucamy kogokolwiek, kto zmusza ją do obrony siebie, utrwala poczucie winy i pozwala na istnienie podziemia aborcyjnego...
Manifest ten przyczynił się do rozpowszechnienia dostępności środków antykoncepcyjnych oraz do uchwalenia w 1975 na wniosek Simone Veil słynnej „ustawy Veil”, co w końcu doprowadziło do depenalizacji przerywania ciąży i dopuszczalności podczas jej pierwszych 10 (później do 12) tygodni na życzenie kobiety.
Manifest 343 był inspiracją manifestu z 2008 r. w sprawie porodu domowego.

## Znane sygnatariuszki
- Françoise d’Eaubonne
- Simone de Beauvoir
- Christine Delphy
- Catherine Deneuve
- Marguerite Duras
- Françoise Fabian
- Brigitte Fontaine
- Gisèle Halimi
- Bernadette Lafont
- Violette Leduc
- Ariane Mnouchkine
- Claudine Monteil[8]
- Jeanne Moreau
- Marie Pillet (matka Julie Delpy)[9]
- Marie-France Pisier
- Micheline Presle
- Marthe Robert
- Yvette Roudy
- Françoise Sagan
- Delphine Seyrig
- Nadine Trintignant
- Agnès Varda
- Marina Vlady
- Anne Wiazemsky
- Monique Wittig